# Grammy Award al miglior album jazz contemporaneo
Il Grammy Award al miglior album jazz contemporaneo (Grammy Award for Best Contemporary Jazz Album) era un premio presentato ai Grammy Award, dedicato agli artisti che avevano registrato canzoni o album di jazz contemporaneo.
Originalmente il premio venne chiamato "Grammy Award alla migliore performance jazz contemporaneo" e fu attribuito per la prima volta nel 1992. Dal 1993 al 1994 la categoria era conosciuta come "Migliore performance jazz contemporaneo (strumentale)", dal 1995 al 2000 come "Migliore performance jazz contemporaneo". Dal 2001, il nome è "Miglior album jazz contemporaneo".
Fino al 2001 sia gli album che i singoli erano candidabili per questo premio. In accordo con la guida descrittiva delle categorie, il premio era conferito agli album che contenessero "almeno il 51% di tracce inedite di jazz contemporaneo strumentale". A partire dal 2001, tra i destinatari del premio sono inclusi produttori discografici, ingegneri acustici e missatori, associati ai lavori candidati unitamente all'autore della registrazione.
Dal 2012 il nome della categoria diventerà miglior album strumentale jazz.

## Vincitori

### Anni 1990
- 1992 - The Manhattan Transfer (Stati Uniti d'America) con Sassy
- 1993 - Pat Metheny (Stati Uniti d'America) con Secret Story
- 1994 - Pat Metheny Group (Stati Uniti d'America) con The Road to You
- 1995 - Brecker Brothers (Stati Uniti d'America) con Out of the Loop
- 1996 - Pat Metheny Group (Stati Uniti d'America) con We Live Here
- 1997 - Wayne Shorter (Stati Uniti d'America) con High Life
- 1998 - Randy Brecker (Stati Uniti d'America) con Into the Sun
- 1999 - Pat Metheny Group (Stati Uniti d'America) con Imaginary Day

### Anni 2000
- 2000 - David Sanborn (Stati Uniti d'America) con Inside
- 2001 - Béla Fleck and the Flecktones (Stati Uniti d'America) con Outbound
- 2002 - Marcus Miller (Stati Uniti d'America) con M²
- 2003 - Pat Metheny Group (Stati Uniti d'America) con Speaking of Now
- 2004 - Randy Brecker (Stati Uniti d'America) con 34th N Lex
- 2005 - Bill Frisell (Stati Uniti d'America) con Unspeakable
- 2006 - Pat Metheny Group (Stati Uniti d'America) con The Way Up
- 2007 - Béla Fleck and the Flecktones (Stati Uniti d'America) con The Hidden Land
- 2008 - Herbie Hancock (Stati Uniti d'America) con River: The Joni Letters
- 2009 - Randy Brecker (Stati Uniti d'America) con Randy in Brasil

### Anni 2010
- 2010 - Joe Zawinul and The Zawinul Syndicate (Austria) con 75
- 2011 - The Stanley Clarke Band (Stati Uniti d'America) con The Stanley Clarke Band

## Statistiche e record
I primi vincitori nel 1992 furono The Manhattan Transfer. Nel 2001 Pat Metheny raggiunse il record del maggior numero di vincite in questa categoria totalizzando sei premi (di cui cinque con il Pat Metheny Group). Randy Brecker ricevette il premio quattro volte di cui una volta insieme al fratello Michael, con cui formava il duo conosciuto come Brecker Brothers. La band Béla Fleck and the Flecktones vinse il premio due volte. L'Austria ha vinto grazie all'artista Joe Zawinul. Il gruppo Yellowjackets raggiunse sette nomination senza mai vincere.